# بوب نيتوليكي
بوب نيتوليكي (بالإنجليزية: Bob Netolicky)‏ مواليد 2 أغسطس 1942 في سان فرانسيسكو، هو لاعب كرة سلة أمريكي معتزل. بدأ مسيرته الاحترافية في سنة 1967. تم اختياره من قبل فريق هيوستن روكتس خلال الدرافت. حمل الرقم 24. يبلغ طوله 6 قدم 9 بوصة (2.1 م). اعتزل اللعب في 1976.

## المسيرة الاحترافية
لعب مع إنديانا بايسرز من سنة 1967 إلى 1972، ثم لعب مع سان أنطونيو سبرز في سنة 1973، ثم لعب مع إنديانا بايسرز من سنة 1973 إلى 1976.

## روابط خارجية
- بوب نيتوليكي على موقع سبورتس رفرنس (الإنجليزية)
- بوب نيتوليكي على موقع كلية كرة السلة في سبورتس رفرنس.كوم (الإنجليزية)
- بوب نيتوليكي على موقع ريلجم (الإنجليزية)
- بوب نيتوليكي على موقع بروبوليرز (الإنجليزية)